# Franck Renier
Franck Renier(Laval, 11 d'abril de 1974) és un ex-ciclista francès, professional entre el 2000 i 2008. Del seu palmarès destaca la victòria al Tour de Finisterre de 2001.

## Palmarès
- 1998
  - 1r al Gran Premi Cristal Energie
- 1998
  - 1r a la Manche-Atlantique
  - 1r a la París-Auxerre
  - Vencedor d'una etapa al Tour de Tarn-et-Garonne
- 2001
  - 1r al Tour de Finisterre

### Resultats al Tour de França
- 2001. 116è de la classificació general
- 2002. 85è de la classificació general
- 2003. 95è de la classificació general
- 2004. 114è de la classificació general

### Resultats al Giro d'Itàlia
- 2005. 134è de la classificació general
- 2006. 119è de la classificació general
- 2007. 118è de la classificació general

### Resultats a la Volta a Espanya
- 2005. Fora de control (6a etapa)
- 2006. 121è de la classificació general